# Oona Chaplin
Oona Castilla Chaplin (Madrid, 1986. június 4. –) spanyol színésznő, Charlie Chaplin unokája. 
Szerepelt A Quantum csendje (2008) című James Bond-filmben és a Sherlock című tévésorozatban is, de leghíresebb szerepe Talisa volt, akit a Trónok harcában alakított.

## Filmográfia

### Film
| Év   | Magyar cím             | Eredeti cím              | Szerep                       | Magyar hang       |
| ---- | ---------------------- | ------------------------ | ---------------------------- | ----------------- |
| 2008 |                        | Inconceivable            | Laura Chappel                |                   |
| 2008 |                        | First, Love? (rövidfilm) | Laura – virágoslány          |                   |
| 2008 | A Quantum csendje      | Quantum of Solace        | Perla de las Dunas recepciós |                   |
| 2009 |                        | Imago Mortis             | Arianna                      |                   |
| 2009 | Madárlesők             | Pelican Blood            | Linda                        |                   |
| 2010 |                        | High and Dry (rövidfilm) | Sandra                       |                   |
| 2011 |                        | ¿Para qué sirve un oso?  | Rosa                         |                   |
| 2011 | Az ördög dublőre       | The Devil's Double       | szépség                      |                   |
| 2011 |                        | Salar (rövidfilm)        | Sandra                       |                   |
| 2012 |                        | The Sorrows              | Sarah                        |                   |
| 2013 | Púder, csajok, satöbbi | Powder Room              | Jess                         | Nemes Takách Kata |
| 2013 |                        | The F Word               | Julianne                     |                   |
| 2014 |                        | Aloft                    | Alice                        |                   |
| 2015 | Hosszú utazás          | The Longest Ride         | Ruth                         | Bánfalvi Eszter   |
| 2015 |                        | Dancing for My Havana    | Rosa                         |                   |
| 2016 |                        | Realive                  | Naomi                        |                   |
| 2017 |                        | Anchor and Hope          | Eva                          |                   |

### Televízió
| Év        | Magyar cím      | Eredeti cím                      | Szerep                | Megjegyzések                                                |
| --------- | --------------- | -------------------------------- | --------------------- | ----------------------------------------------------------- |
| 2007      | Kémvadászok     | Spooks                           | Kate                  | 1 epizód                                                    |
| 2008      |                 | Spooks: Code 9                   | Kate                  | 1 epizód                                                    |
| 2009      |                 | 'Married Single Other            | Fabiana               | 3 epizód                                                    |
| 2010      |                 | El Gordo: Una historia verdadera | Silvia                | minisorozat (2 epizód)                                      |
| 2011–2012 |                 | The Hour                         | Marnie Madden         | 12 epizód                                                   |
| 2012      | Sherlock        | Sherlock                         | Jeanette              | 1 epizód (Botrány Belgraviában)                             |
| 2012–2013 | Trónok harca    | Game of Thrones                  | Talisa (Maegyr) Stark | 11 epizód                                                   |
| 2013      |                 | Dates                            | Mia                   | 5 epizód                                                    |
| 2014      |                 | Inside No. 9                     | Sabrina               | 1 epizód                                                    |
| 2014      |                 | The Crimson Field                | Kitty Trevelyan       | főszereplő (6 epizód)                                       |
| 2014      | Fekete tükör    | Black Mirror                     | Greta                 | - 1 epizód (Fehér karácsony) - magyar hangja: - Pap Katalin |
| 2017      | Tabu            | Taboo                            | Zilpha Geary          | - 8 epizód - magyar hangja: - Németh Borbála                |
| 2018      | Hervé vacsorára | My Dinner with Hervé             | Katie                 | - tévéfilm - magyar hangja: - Bánfalvi Eszter               |

## Színházi szerepek
- Szentivánéji álom - Zuboly
- Rómeó és Júlia